# Nikolai Alexejewitsch Kljujew

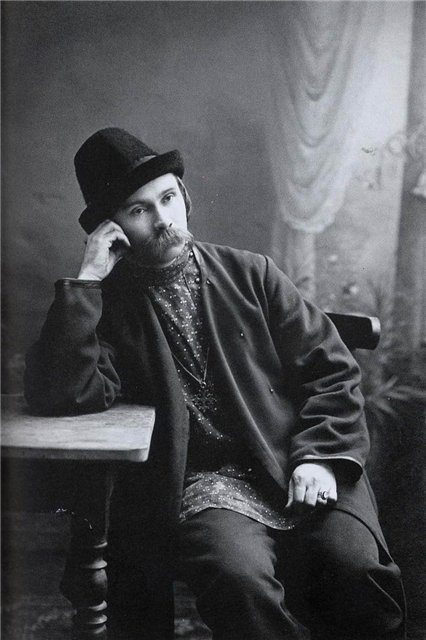
Nikolai Alexejewitsch Kljujew (um 1915/1916)

Nikolai Alexejewitsch Kljujew (russisch Николай Алексеевич Клюев; * 10. Oktoberjul. / 22. Oktober 1884greg. in Koschtug bei Wytegra, Gouvernement Olonez; † 23. oder 25. Oktober 1937 in Tomsk) war ein russischer Schriftsteller.

## Leben
Kljujews Vater Alexei Timofejewitsch Kljujew (1842–1918) war Unteroffizier der Kaiserlich Russischen Armee und dann Verkäufer in einem Weinladen. Kljujews Mutter Praskowja Dmitrijewna (1851–1913) war Geschichtenerzählerin und Klageweib. Einige Vorfahren waren altgläubig, aber Kljujews Familie nicht. Kljujew besuchte die städtische Schule in Wytegra und in Petrosawodsk. Während der Russischen Revolution 1905–1907 wurde er wiederholt verhaftet wegen Agitation der Bauern und dann wegen Verweigerung des Treueids in der Kaiserlich Russischen Armee.
Kljujews Gedichte wurden erstmals 1904 gedruckt. Kljujew folgte nicht der Tradition der Dichter des Volkes im Sinne Iwan Sacharowitsch Surikows, sondern wandte sich dem Symbolismus zu und benutzte religiöse Bilder. Er ließ sich von Alexander Alexandrowitsch Blok beeinflussen, mit dem er Briefe wechselte. Blok, Waleri Jakowlewitsch Brjussow und Nikolai Stepanowitsch Gumiljow bezeichneten Kljujew als Vorboten der Volkskultur. Blok erwähnte wiederholt Kljujew in seinen Gedichten, Notizbüchern und Briefen und sah ihn als Symbol des geheimnisvollen Volksglaubens wie auch Sergei Mitrofanowitsch Gorodezki. Soja Bucharowa widmete ihm ihre besten Gedichte.
Sergei Alexandrowitsch Jessenin bezeichnete Kljujew als seinen Lehrer, aber ihre Beziehung war kompliziert und wechselhaft. 1915–1916 traten sie zusammen öffentlich auf. Zusammen mit Jessenin war Kljujew führender Vertreter der Gruppe der „Bauerndichter“.
Nach der Oktoberrevolution näherte sich Kljujew der linkssozialrevolutionären Literaturgruppe Die Skythen. In der Berliner Ausgabe der Skythen erschienen 1920–1922 drei Gedichtsammlungen Kljujews. 1923 wurde Kljujew in Wytegra verhaftet und nach Petrograd gebracht, um bald wieder freigelassen zu werden. Er lebte nun in Petrograd und Moskau. Seine neuen Bücher wurden heftig kritisiert. Bald distanzierte sich Kljujew wie auch viele andere Bauerndichter von der sowjetischen Wirklichkeit, in der das traditionelle Bauerntum zerstört wurde. In seinen Werken sah die sowjetische Kritik die Ideologie des Kulakentums.
1929 lernte Kljujew den jungen Künstler Anatoli Nikiforowitsch Jar-Krawtschenko kennen, an den er seine Liebesgedichte und -briefe richtete.
Wie Kljujew in Briefen an Sergei Antonowitsch Klytschkow und Wjatscheslaw Jakowlewitsch Schischkow schrieb, war er wegen seiner Einstellung gegen die Zwangskollektivierung und die Politik der KPdSU verdächtig. Als Kljujew eine Liebeshymne an einen Jungen zur Veröffentlichung an Iwan Michailowitsch Gronski schickte, der in den 1930er Jahren Chefredakteur der Zeitungen Iswestija und Nowy Mir war, und nicht bereit war, das Thema zu ändern, forderte Gronski Genrich Grigorjewitsch Jagoda auf, den homosexuellen Dichter Kljujew aus Moskau zu entfernen, dem Stalin zustimmte.
Am 2. Februar 1934 wurde Kljujew in seiner Moskauer Wohnung verhaftet und des Herstellens und Verteilens konterrevolutionärer Literatur gemäß Artikel 58 des Strafgesetzbuches der RSFSR beschuldigt. Der Prozess wurde von Nikolai Christoforowitsch Schiwarow geführt. Am 5. März 1934 wurde Kljujew nach Kolpaschewo verbannt. Im Herbst 1934 wurde er auf Antrag Nadeschda Andrejewna Obuchowas, Sergei Antonowitsch Klytschkows und möglicherweise Maxim Gorkis nach Tomsk verlegt. Dort wurde er während des Großen Terrors am 23. März 1936 wegen Beteiligung an einer kirchlichen konterrevolutionären Gruppierung verhaftet, aber am 4. Juli 1936 wegen seiner Erkrankung freigelassen.
Am 5. Juni 1937 wurde Kljujew in Tomsk erneut verhaftet und am 13. Oktober 1937 von der NKWD-Troika der Oblast Nowosibirsk zum Tod durch Erschießen verurteilt. An einem der Tage vom 23. bis zum 25. Oktober wurde er in Kaschtak erschossen (wegen eines Stromausfalls wurden die Hinrichtungen erst nachträglich dokumentiert).
Kljujew wurde 1957 rehabilitiert, aber ein Buch mit Kljujews Werken erschien erst 1977. Wolfgang Kasack würdigte Kljujews Werk.
Am 21. März 1984 fand in Moskau mit Unterstützung Wladimir Jakowlewitsch Lasarews ein erster Abend zum Gedenken an Kljujew statt, an dem Wiktor Iwanowitsch Pantschenko erstmals seine Lieder und Romanzen nach Worten Kljujews vortrug.
Sergei Jurjewitsch Alipow schuf ein Kljujew-Denkmal, das am 27. August 2016 in Wytegra aufgestellt wurde.

## Werke
- Nikolaj Kljuev: O Russland – das bist du!: Ausgewählte Gedichte – Russisch und Deutsch. Übers. und hrsg. von Hartmut Löffel. Wiesenburg-Verlag, Schweinfurt 2009, ISBN 978-3-940756-54-1